# Novation
Novation Digital Music Systems Ltd. is een Britse fabrikant van elektronische muziekinstrumenten zoals synthesizers en drummachines. Het bedrijf werd in 1992 opgericht in Engeland en is in 2004 overgenomen door Focusrite Audio Engineering ltd.
Novation fabriceert MIDI-controllers, met en zonder klavier, analoge en virtueel analoge synthesizers, raster-gebaseerde-controllers, DJ-controllers en interfaces.

## Geschiedenis
Novation werd in 1992 opgericht door Ian Jannaway en Mark Thompson als Novation Electronic Music Systems. Hun eerste commerciële product was de Novation MM10. Een jaar later in 1993 kwam hun debuutproduct uit, de Novation Bass Station. Een aantal bekende artiesten als Apollo 440, The Prodigy, en Jay Metarri waren enthousiast en gebruikten het in hun muziek. De Bass Station was geïnspireerd door de Roland TB-303 bas-synthesizer.
In 1995 werd de Drum Station geïntroduceerd. Hiermee werden klassieke drumcomputers zoals de Roland TR-808 en TR-909 nagebootst met digitale synthesemodellen van de oorspronkelijke golfvormen. Deze techniek werd Analogue Sound Modelling genoemd.
De Supernova die uitkwam in 1998, was een 3U rack-synthesizer met een ruime 16-noten polyfonie en multitimbrale werking. Een belangrijk onderdeel was de mogelijkheid meerdere effecten toe te wijzen aan elk timbre. Hiermee kan een bredere klank worden samengesteld.
In augustus 2004 werd Novation overgenomen door Focusrite Ltd., en werd vanaf dat moment Novation Digital Music Systems Ltd.
Een toetsenloze MIDI-controller, de Novation Launchpad, kwam uit in 2009. Dit model had een raster van 8 bij 8 met grote verlichte knoppen waarmee klanken, effecten en herhalingen aangestuurd of getriggerd worden. De Launchpad was een van de eerste raster-gebaseerde controllers op de markt en werd geleverd met Ableton Live muzieksoftware.

## Producten

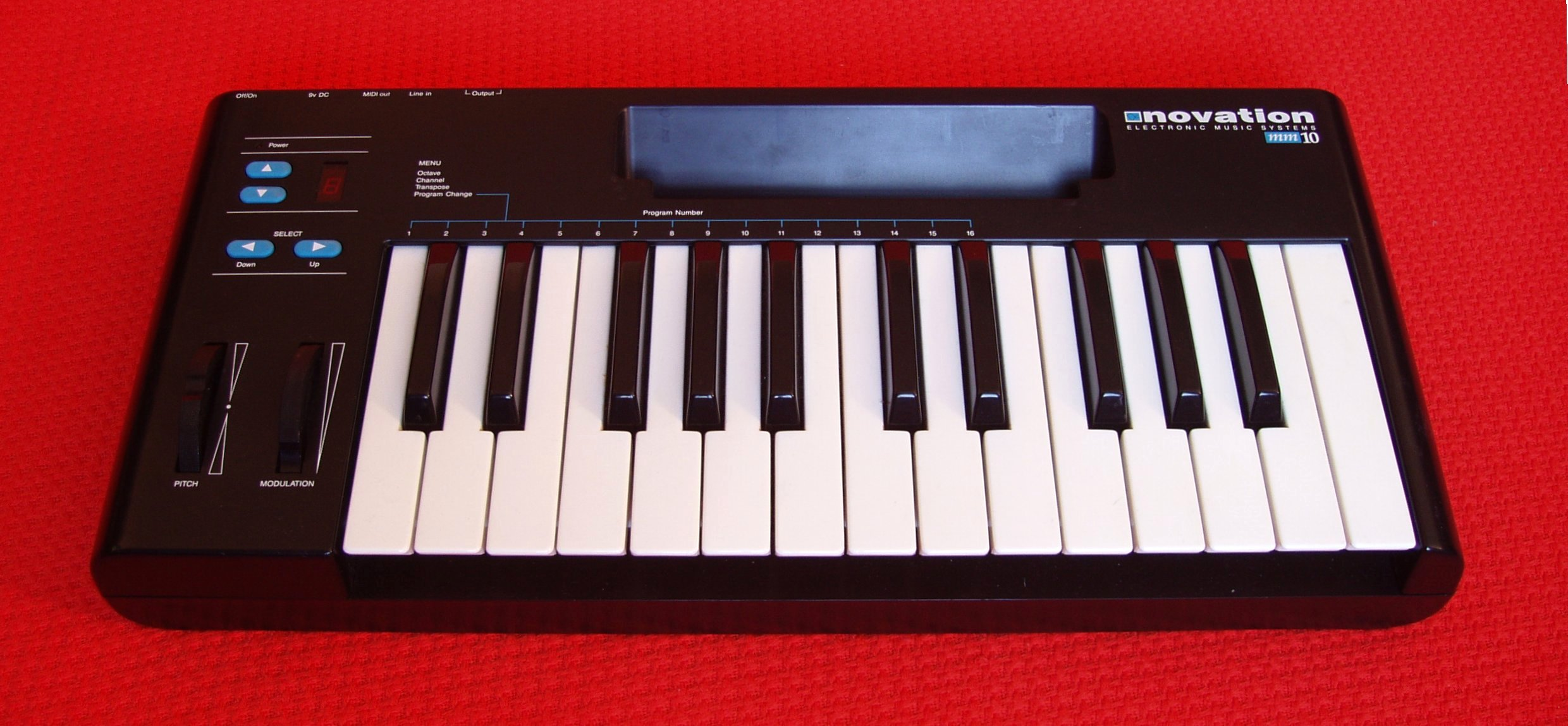
MM10

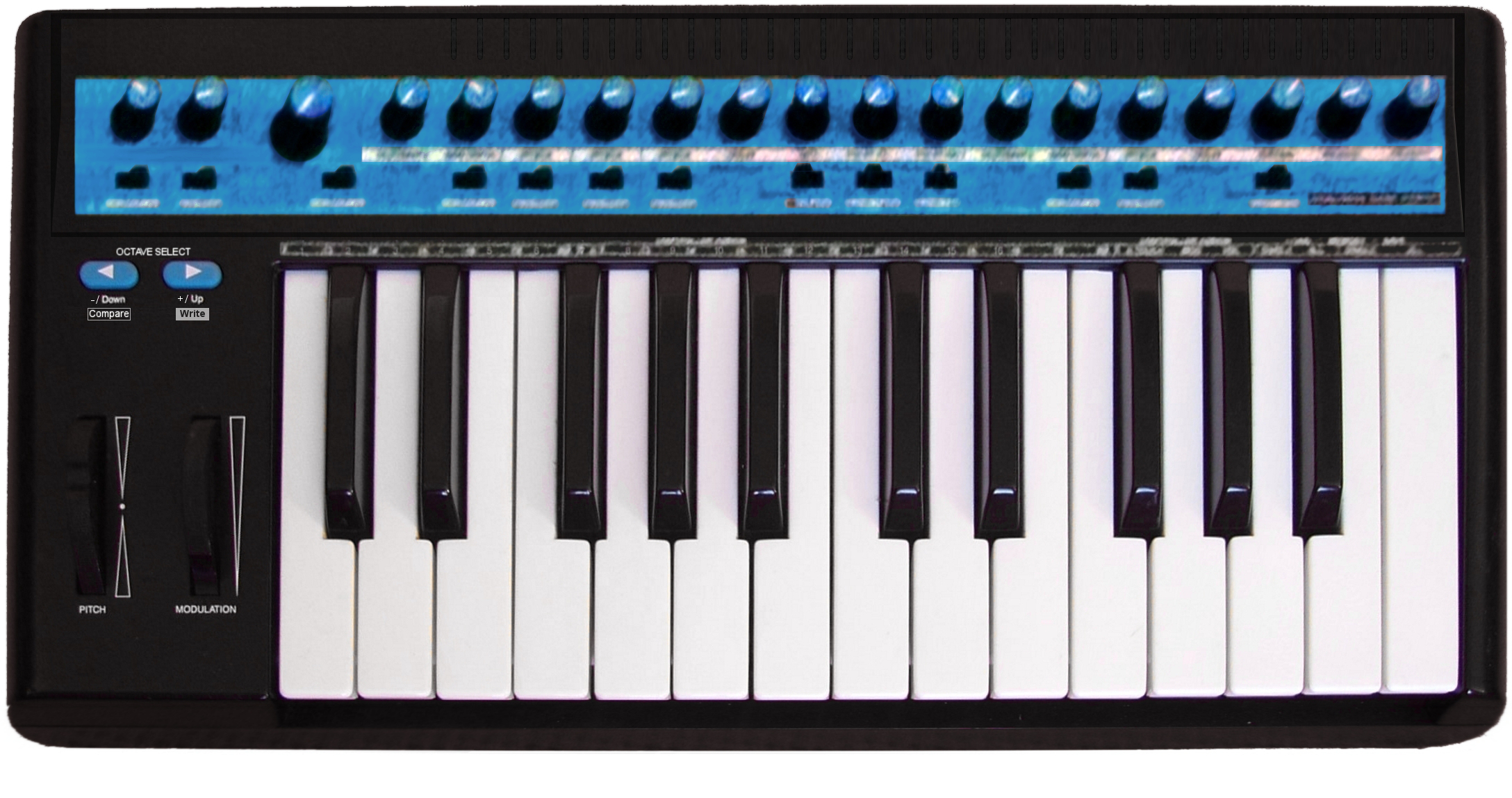
Bass Station

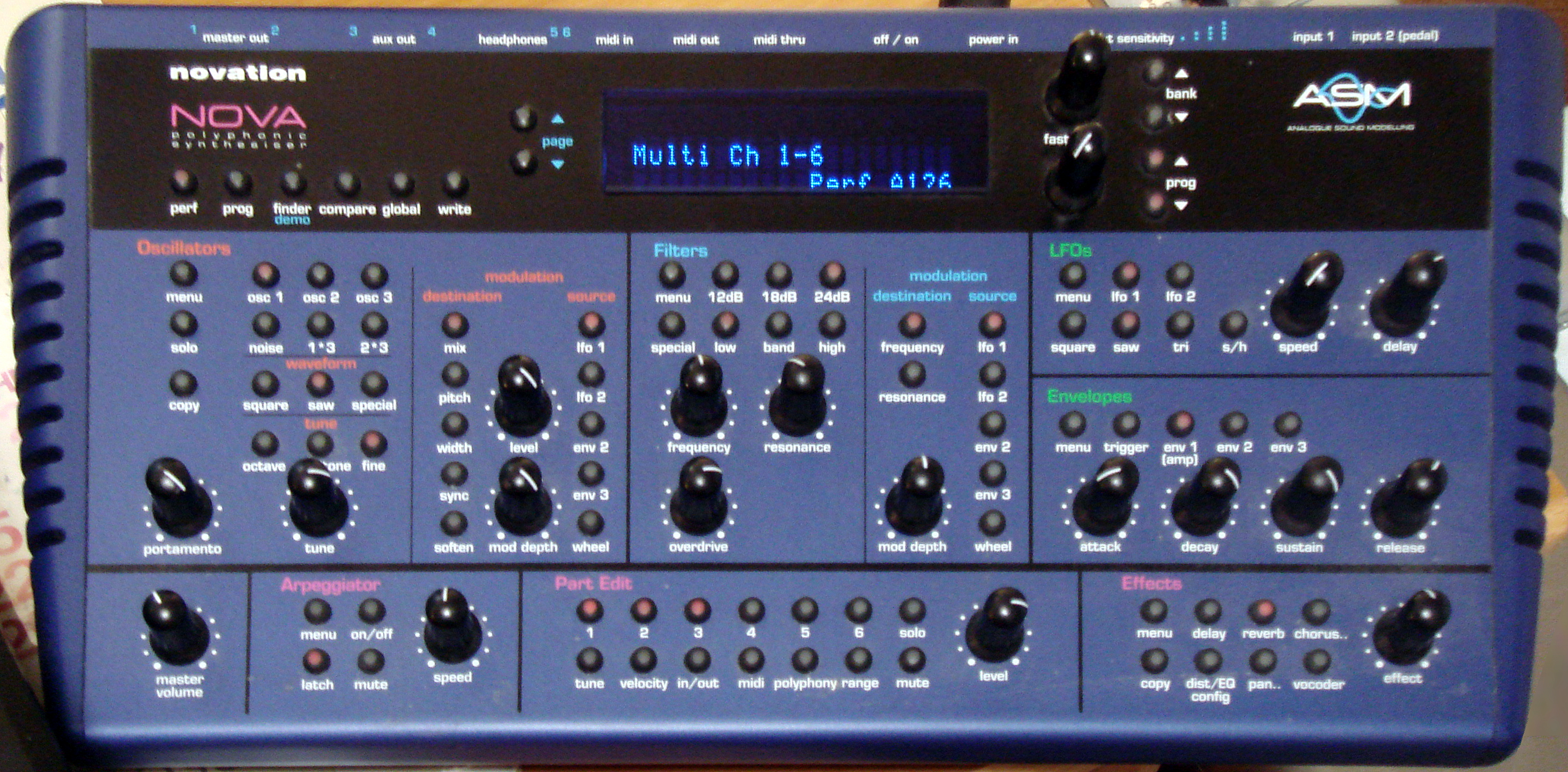
Nova

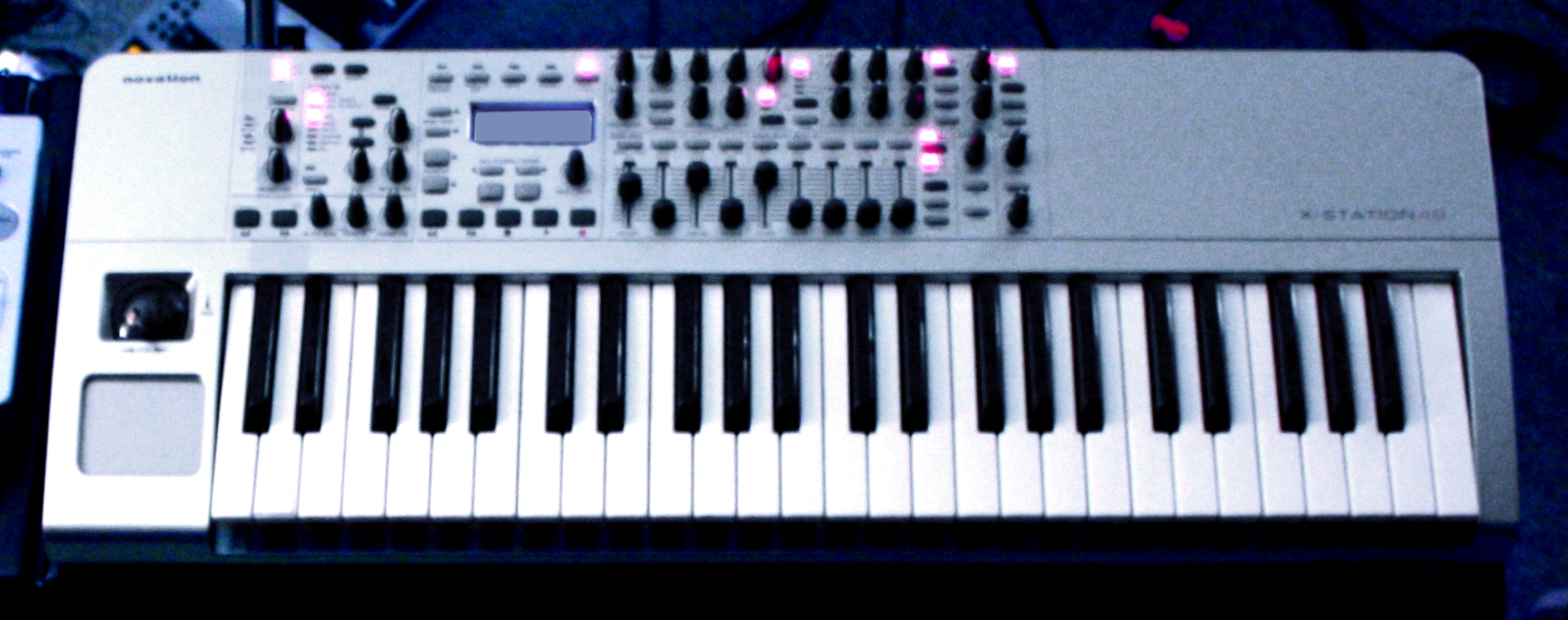
X-Station 49

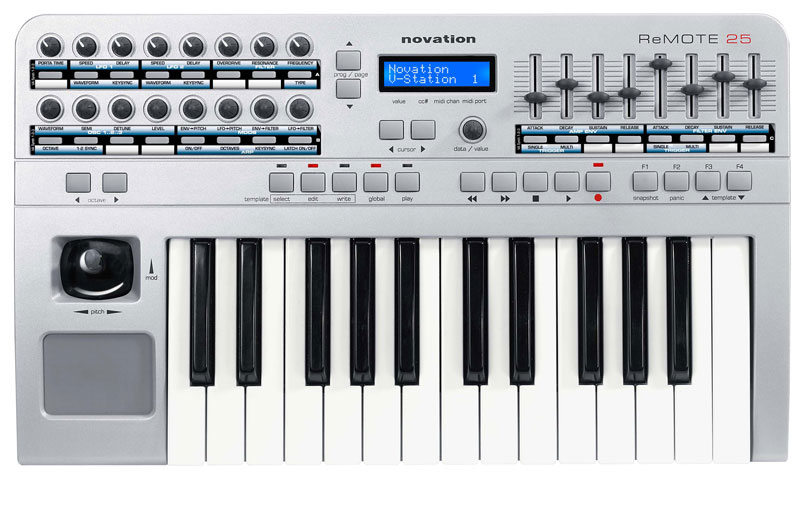
Remote 25

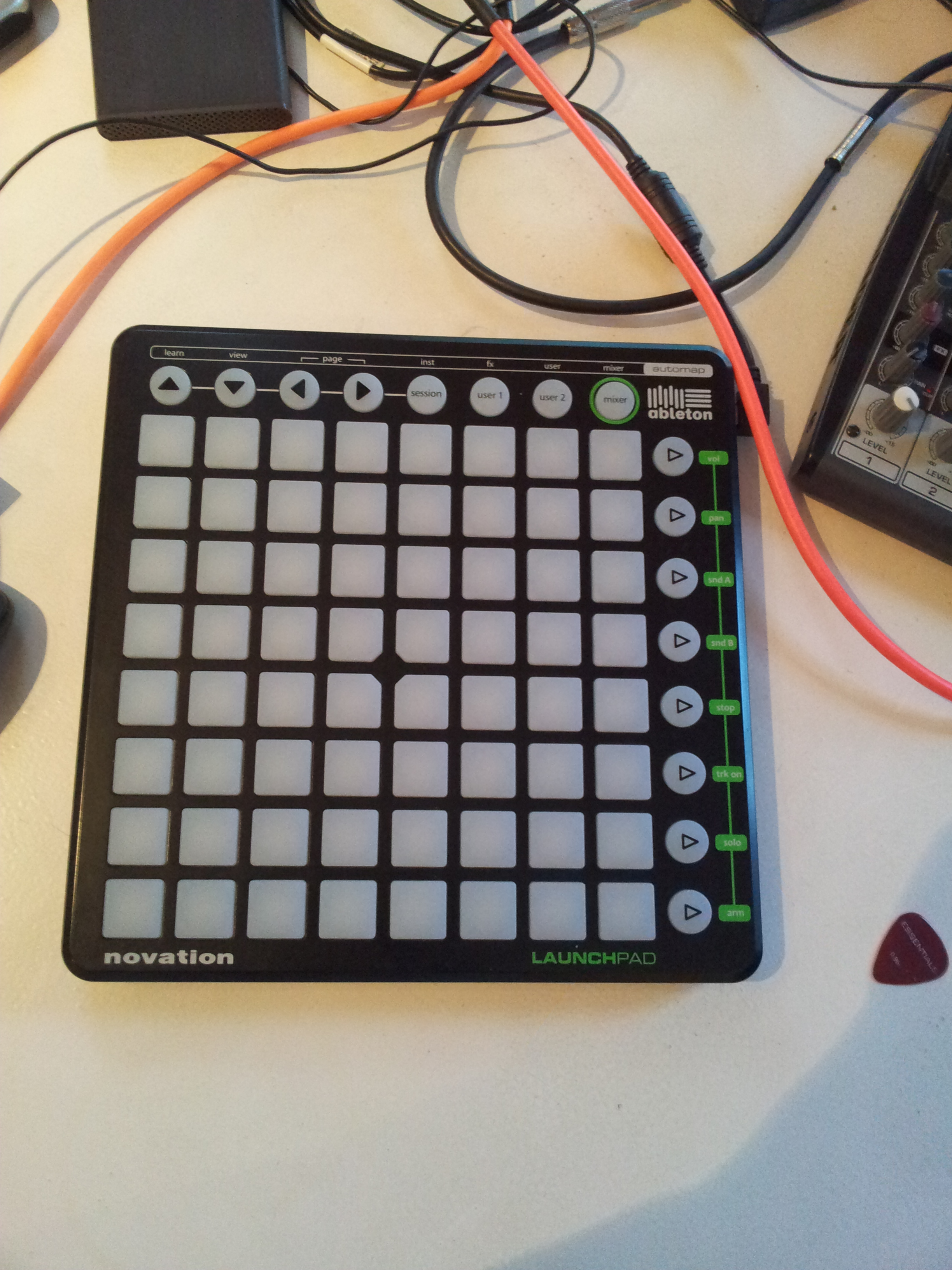
Novation Launchpad

### Hardware
- A-Station
- Bass Station
- Bass Station 2
- Bass Station Rack
- Super Bass Station
- Drum Station
- Drum Station v2
- K-Station
- Nova
- SuperNova
- Mininova
- Ultranova
- X-station (ReMOTE 25 Audio)
- ReMOTE
- Speedio
- KS 4
- KS 5
- KS Rack
- XioSynth
- Launchpad
- Launchpad S
- Launchpad MK2
- Launchpad Pro
- Launchpad Mini
- Launchpad Mini MK2
- Launchpad Mini MK3
- Launchpad X
- Launchpad Pro MK3
- Circuit

### Software
- V-station
- Bass Station